# Байдарська яйла

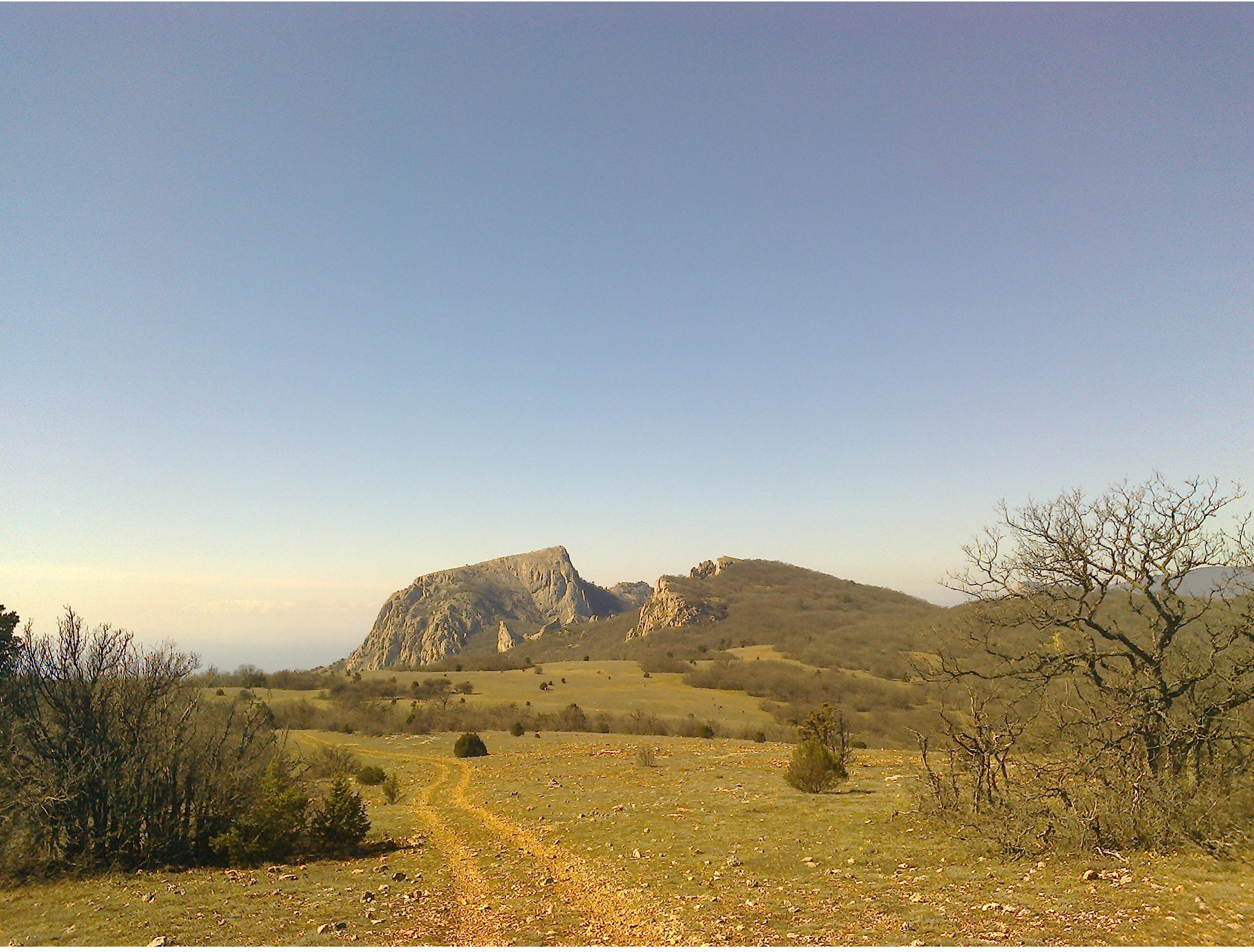
Байдарська яйла, подалі г.Ільяс-Кая

44°24′36″ пн. ш. 33°45′36″ сх. д. / 44.4100° пн. ш. 33.7600° сх. д.
Байдарська яйла (крим. Baydar yaylası) — щитоподібний гірський масив на південному заході Головного пасма Кримських гір.

## Загальний опис
Висоти до 682 м. Найвищі: г. Ільяс-Кая (682 м), г. Челебі-Яурн-Белі (657 м), г. Каланих-Кая (623 м), г. Форос (639 м). Гірські хребти Фороз-Богаз, Донгуз-Орун.
На південь обривається уступом заввишки 150—200 м. Поширені карстові форми рельєфу. Дубові й соснові ліси, чагарники.
Північні схили плавніші та не мають обривів. На півночі межує з Байдарською долиною.
На заході розділяється від Ай-Петринської яйли Байдарським перевалом, через який проходить стара дорога з Севастополя до Ялти. У місці проходження дороги скрізь перевал розташована архітектурна пам'ятка 1848 року — Байдарські ворота.

## Галерея

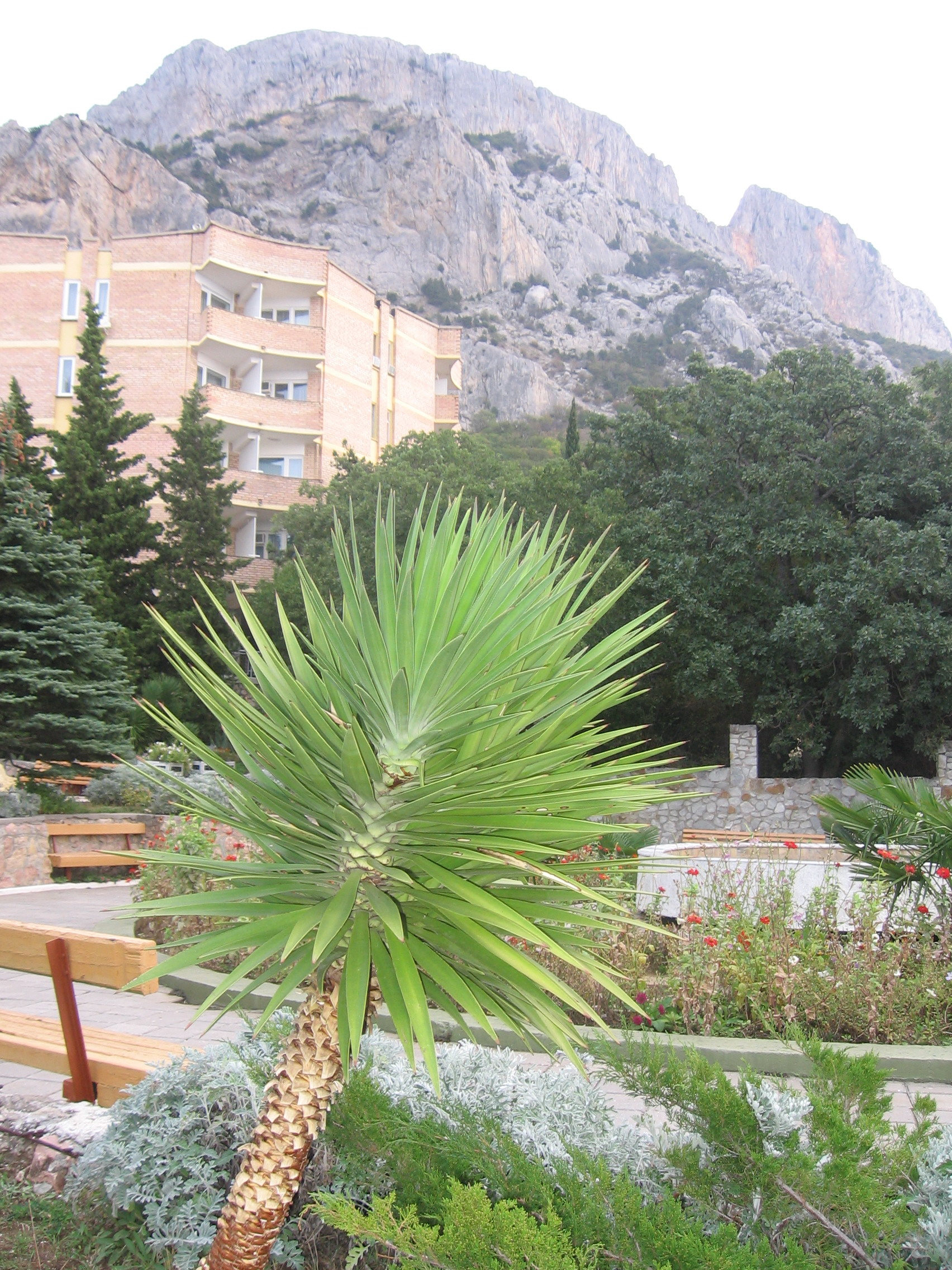
Байдарська яйла, південний уступ. Світлина з берега Чорного моря, район пансіонату "Ізумруд"
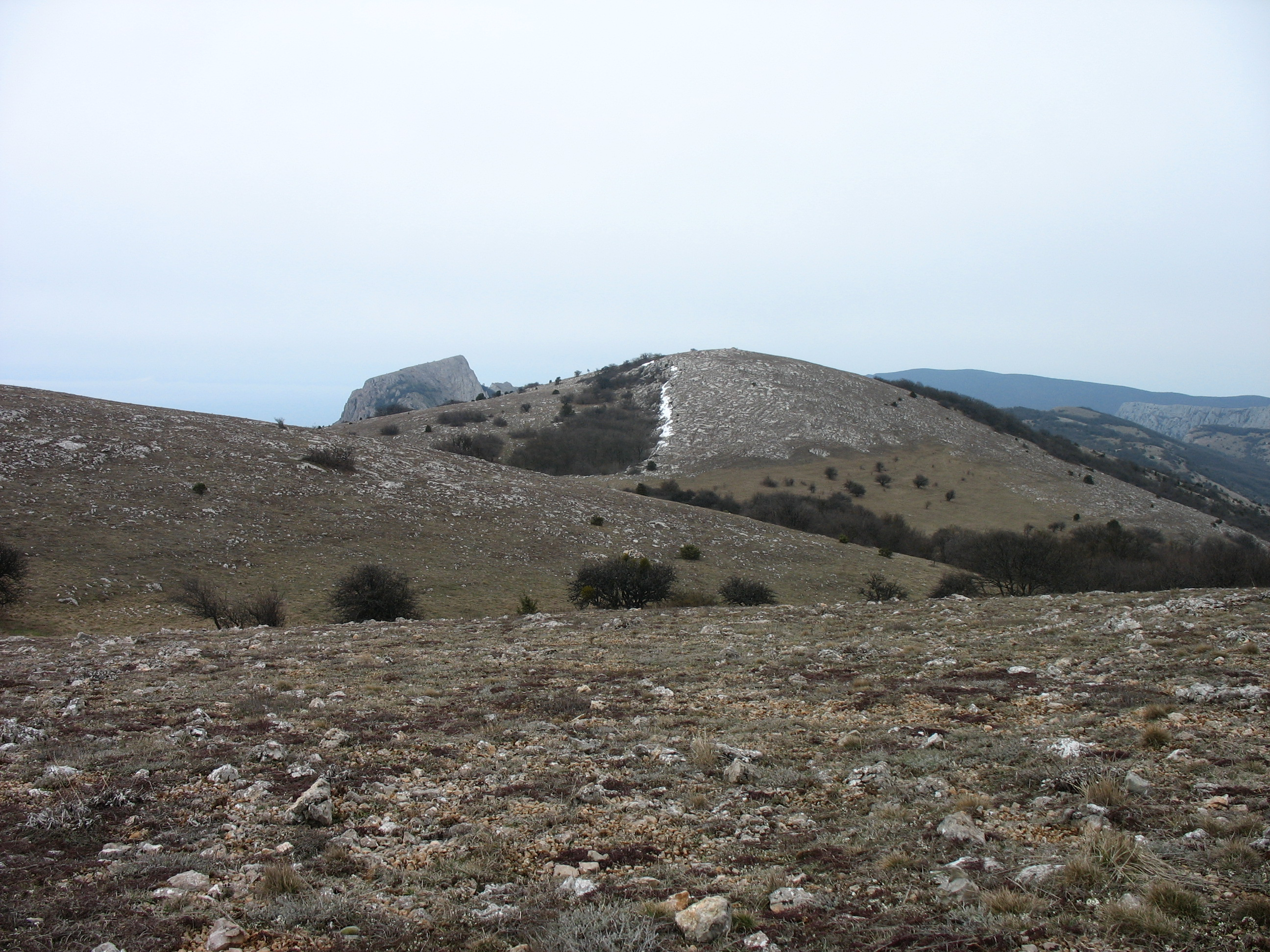
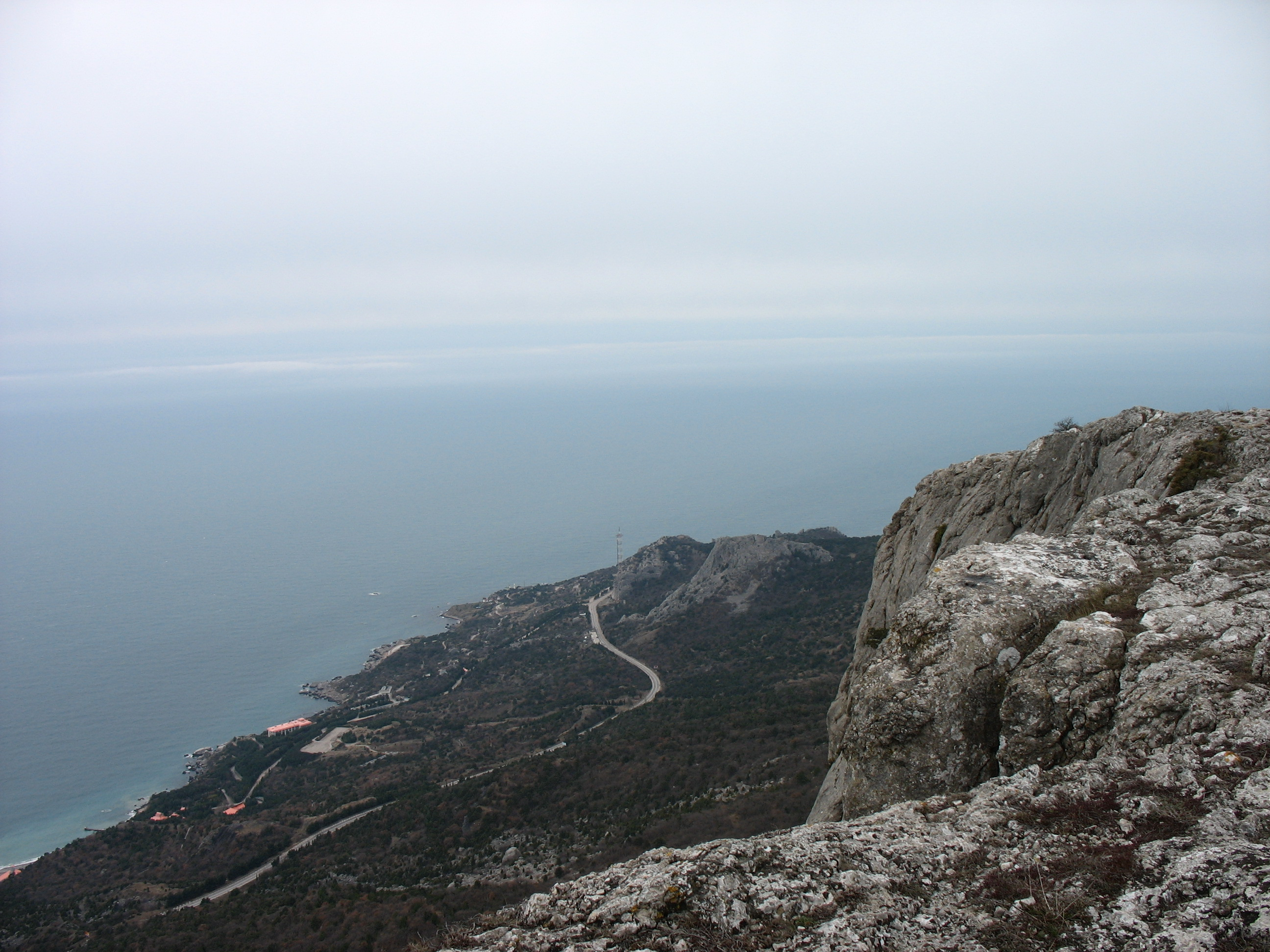
Вид з яйли на мис Сарич
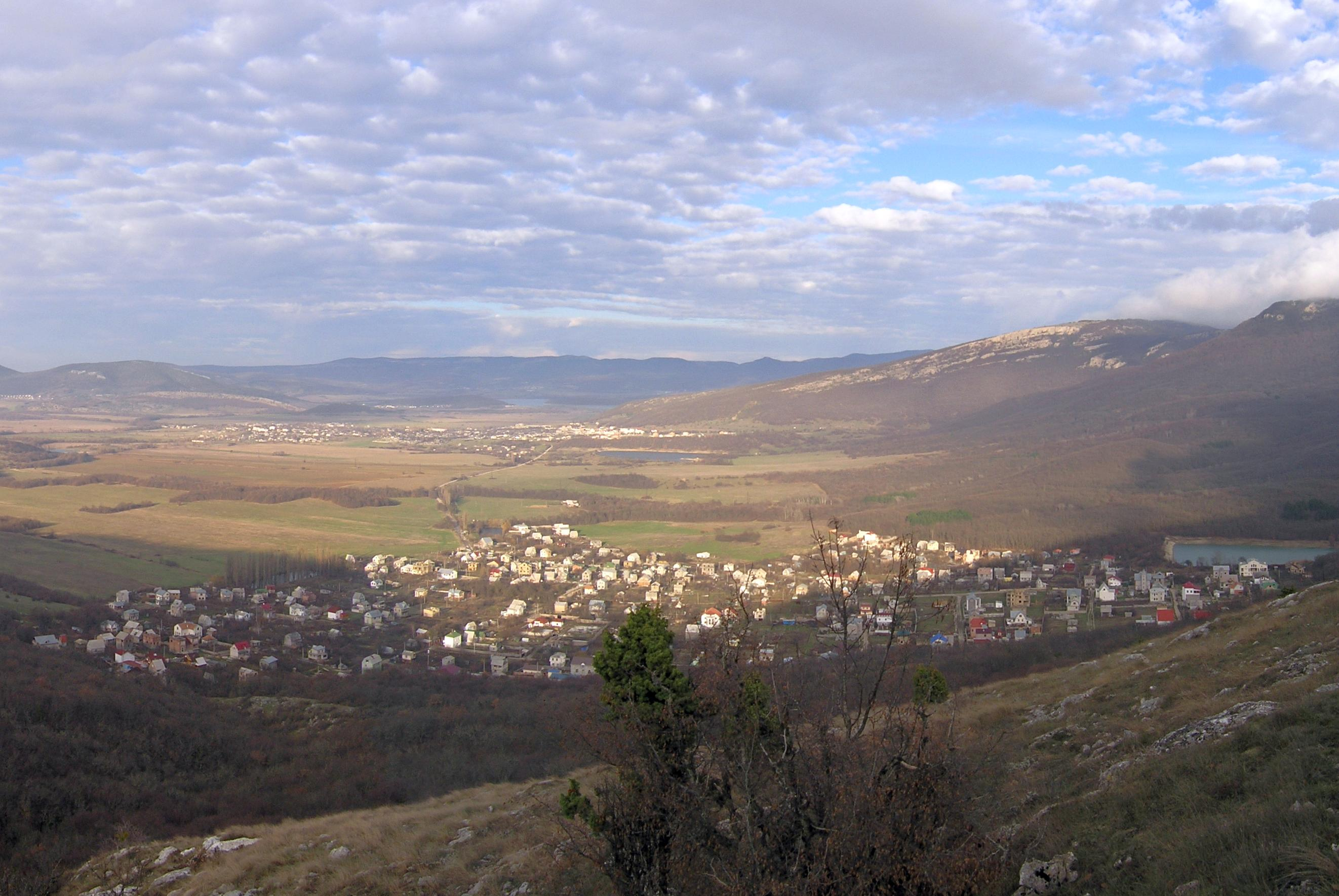
Вид з яйли на Байдарську долину
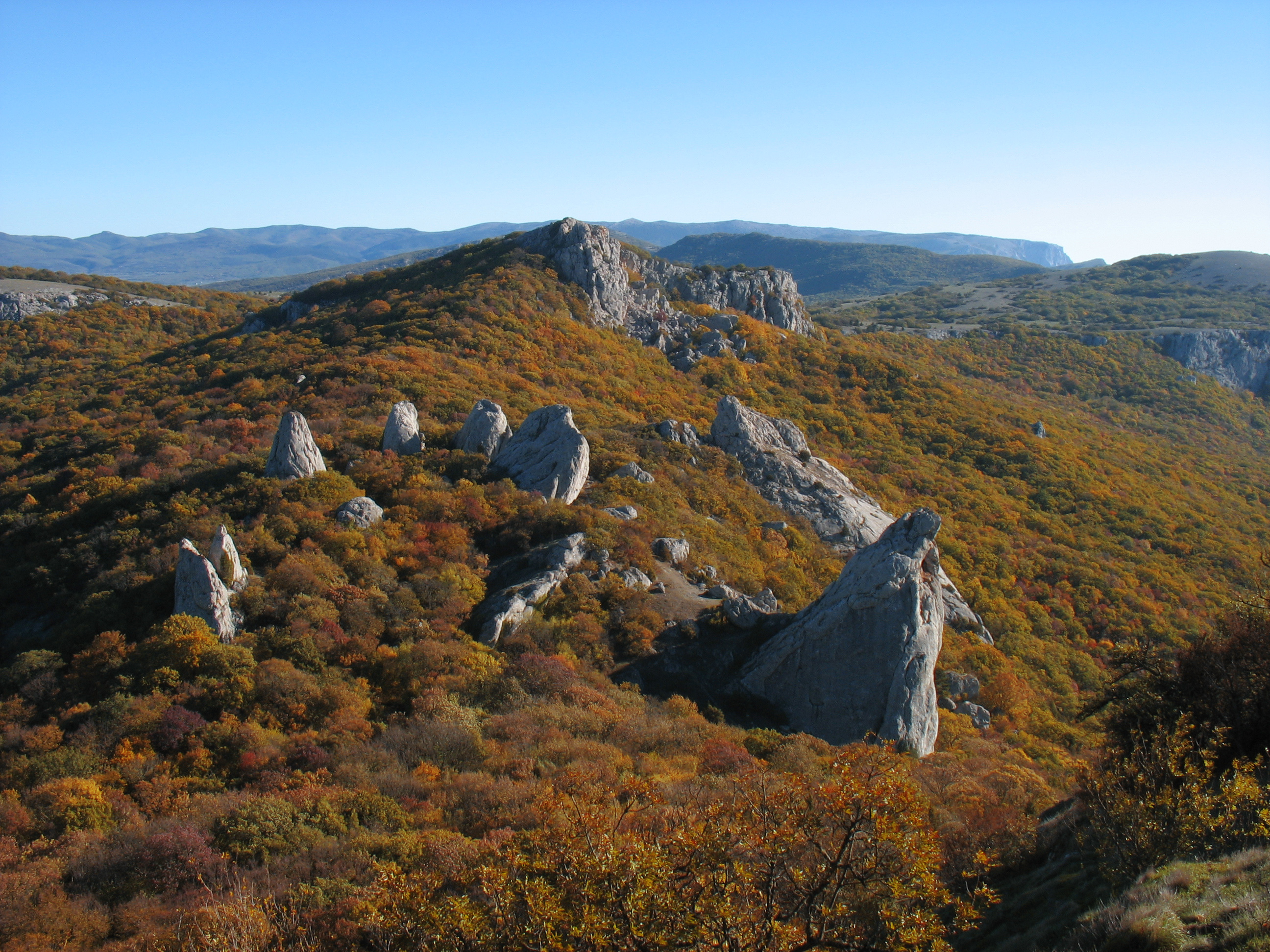
"Храм сонця" (у місці скупчення скель) - стародавнє святилище таврів
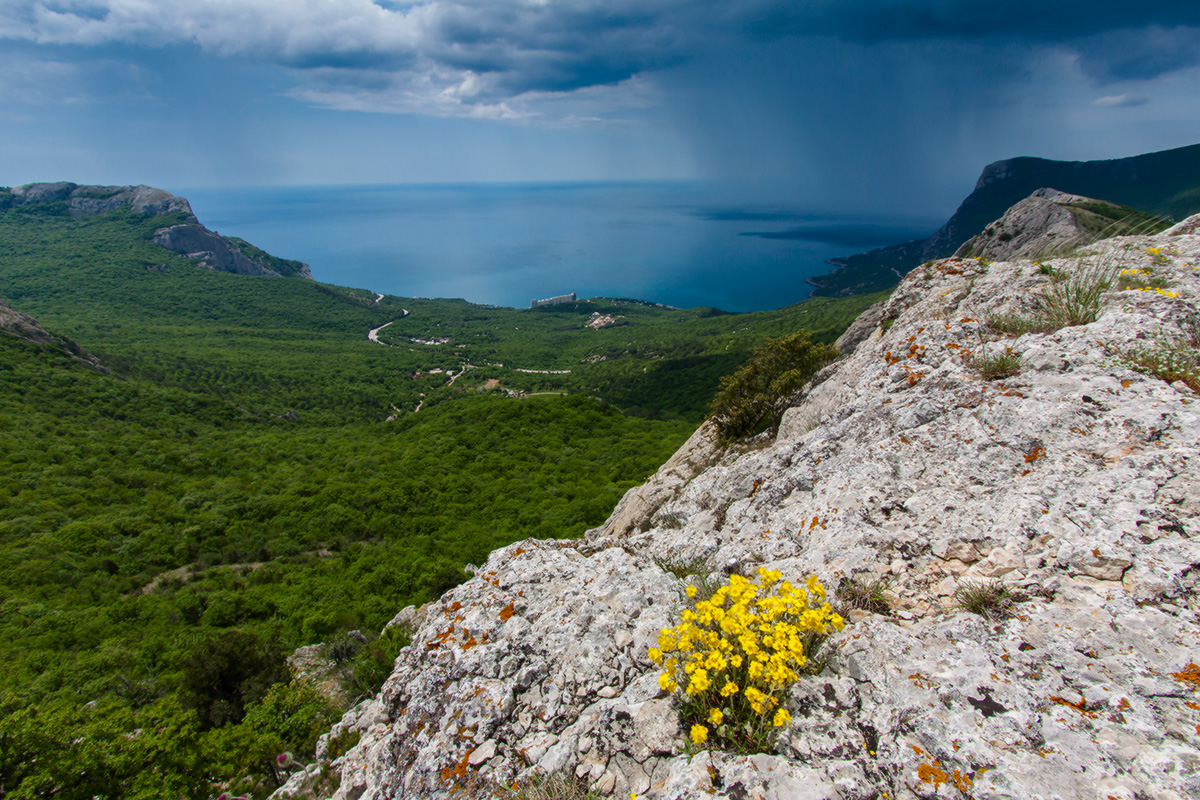
Вид на бухту Ласпі
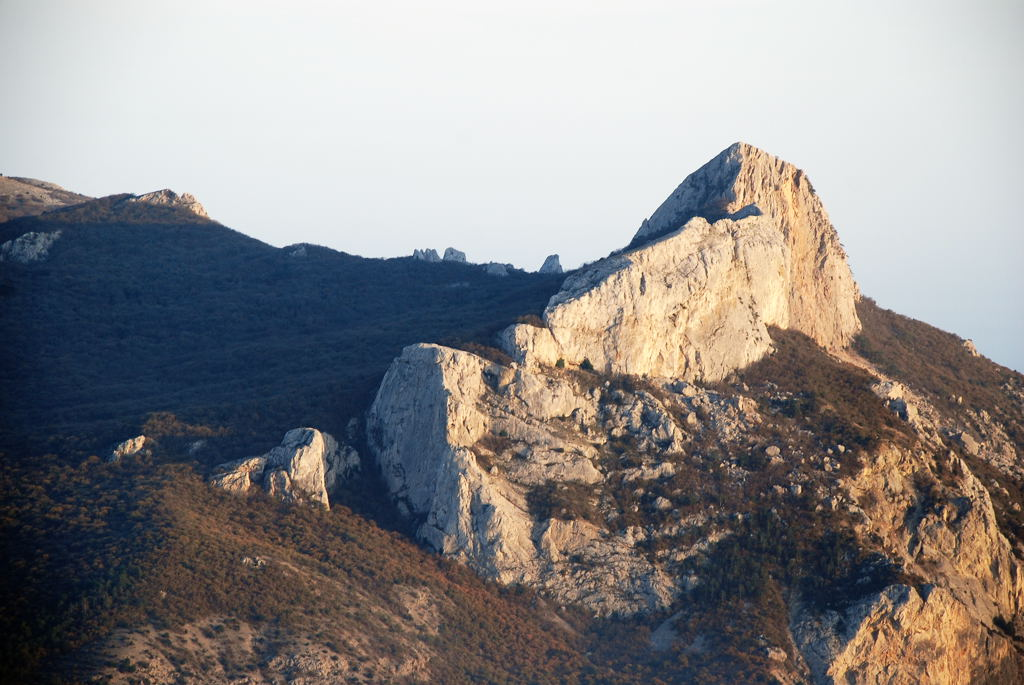
Східні обриви яйли біля с.Тилове